# Алту-Меарин-и-Гражау (микрорегион)
Алту-Меари́н-и-Гражау (порт. Microrregião do Alto Mearim e Grajaú) — микрорегион в Бразилии, входит в штат Мараньян. Составная часть мезорегиона Центр штата Мараньян. Население составляет 312 039 человек (на 2010 год). Площадь — 36 819,677 км². Плотность населения — 8,47 чел./км². Название отсылает к реке Меарин, на которой он стоит.

## Демография
Согласно сведениям, собранным в ходе переписи 2010 г. Национальным институтом географии и статистики (IBGE), население микрорегиона составляет:
| Полное население                             | Полное население                             | Полное население                             | Полное население                             | 312 039 |
| -------------------------------------------- | -------------------------------------------- | -------------------------------------------- | -------------------------------------------- | ------- |
| в том числе:                                 | Городское население                          | 146 795                                      | Процент городского населения, %              | 47,04   |
|                                              | Сельское население                           | 165 244                                      | Процент сельского населения, %               | 52,96   |
|                                              | Мужское население                            | 159 781                                      | Процент мужского населения, %                | 51,21   |
|                                              | Женское население                            | 152 258                                      | Процент женского населения, %                | 48,79   |
| Плотность населения, чел/км²                 | Плотность населения, чел/км²                 | Плотность населения, чел/км²                 | Плотность населения, чел/км²                 | 8,47    |
| Население микрорегиона в % к населению штата | Население микрорегиона в % к населению штата | Население микрорегиона в % к населению штата | Население микрорегиона в % к населению штата | 4,75    |

## Статистика
- Валовой внутренний продукт на 2003 год составляет 398 729 149,00 реалов (данные: Бразильский институт географии и статистики).
- Валовой внутренний продукт на душу населения на 2003 год составляет 1454,28 реала (данные: Бразильский институт географии и статистики).
- Индекс развития человеческого потенциала на 2000 год составляет 0,586 (данные: Программа развития ООН).

## Состав микрорегиона
В составе микрорегиона включены следующие муниципалитеты:
1. Арами
2. Барра-ду-Корда
3. Фернанду-Фалкан
4. Формоза-да-Серра-Негра
5. Гражау
6. Итайпава-ду-Гражау
7. Женипапу-дус-Виейрас
8. Жозеландия
9. Санта-Филомена-ду-Мараньян
10. Ситиу-Нову
11. Тунтун